# Sindactilia

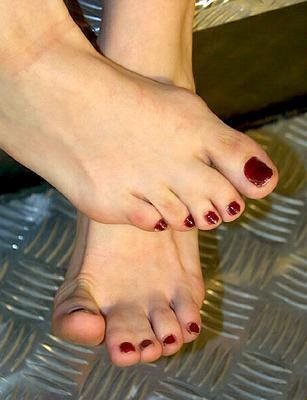
Sindactilia de los dedos 2º y 3º de ambos pies.

La sindactilia (del griego συν- = "junto" más δακτυλος = "dedo") es la fusión congénita o accidental de dos o más dedos entre sí. Suele presentarse en algunos mamíferos como el siamang, y es inusual en los humanos. Se clasifica como simple cuando sólo afecta a tejidos blandos, o compleja cuando abarca a los huesos o uñas de dedos adyacentes.
También se le llama a la técnica de la inmovilización de un dedo mediante su unión al adyacente. Es el método de elección en las fracturas de las falanges del pie, y en aquellas fracturas estables en falanges de la mano. Se realizan con tiras de esparadrapo colocadas proximal y distal a la articulación interfalángica previa colocación de una gasa o algodón entre los dedos evitando lesionar la piel incluso usando un depresor lingual para mantener la falange derecha y evitar que se doble y pueda torcer el hueso dañado. Es importante evitar el efecto “torniquete” por una tensión excesiva que se exacerbe con la inflamación de los dedos.

## Epidemiología
La sindactilia es la malformación congénita de los miembros más frecuente, con una incidencia de 1 entre 2000-3000 nacidos vivos. Llega a presentarse de manera bilateral y simétrica en un 50% de los pacientes, siendo los dedos más afectados, en sentido descendente: tercero y cuarto, quinto y cuarto, segundo y tercero, y por último, debido al desarrollo más temprano del pulgar, el primer dedo con el segundo dedo con un 3%.
Su incidencia es más frecuente en los hombres (2:1), y puede tener en un 10 a un 40 % un componente hereditario autosómico dominante.

## Genética
Los loci asociados a la sindactilia son:
- tipo I - 2q34-q36[3]
- tipo II - 2q31-q32
- tipo III - 6q21-q23
- tipo IV - 7q36
- tipo V - 2q31-q32

## Clasificación
- Según la extensión de la membrana, teniendo en cuenta que el área comisural de dorsal y proximal a distal y palmar:[4]

- Completa: cuando la conexión cutánea se extiende a la yema de los dedos afectados.
- Incompleta: cuando la conexión cutánea llega a la yema de los dedos, deteniéndose en un punto entre la comisura normal y el extremo distal del dedo.
- Según la complejidad:

- Simple: Sólo presenta una membrana de conexión formada por tejidos blandos, sin fusión ósea.
- Compleja: Se presenta conexión ósea entre los dedos afectados, en grado variable, pudiendo haber anomalías del paquete vásculo-nervioso y en los tendones. También pueden presentarse falanges accesorias entre los dedos afectados.
- Complicada: Cuando se asocia a otras anormalidades como duplicaciones o falanges anguladas.

## Tratamiento
El tratamiento es quirúrgico, teniendo como objetivos recuperar la función normal y mejorar el aspecto estético. Se considera que la mejor edad para realizar una corrección quirúrgica es en la infancia (entre los 6 meses de edad y el año de vida, en el caso del pulgar; al año de vida, en el caso del segundo y tercer dedo; y en el caso del tercer y cuarto dedos se puede esperar al segundo o tercer año de vida).
Es importante considerar el riego sanguíneo de los dedos, el cual se determinará mediante arteriografía o ultrasonido doppler, pues en caso de contar con una sola arteria se considera la posibilidad de no separarles.